# نيكولاس أنطونيو
نيكولاس أنطونيو (بالإسبانية: Nicolás Antonio)‏ هو مؤرخ وكاتب وأمين مكتبة إسباني، ولد في 28 يوليو 1617 في إشبيلية في إسبانيا، وتوفي في 13 أبريل 1684 في مدريد في إسبانيا.

## وصلات خارجية
- نيكولاس أنطونيو على موقع الموسوعة البريطانية (الإنجليزية)